# Pilosocereus chrysacanthus
Pilosocereus chrysacanthus là một loài thực vật có hoa trong họ Cactaceae. Loài này được (F.A.C. Weber ex Schum.) Byles & G.D. Rowley miêu tả khoa học đầu tiên năm 1957.

## Hình ảnh

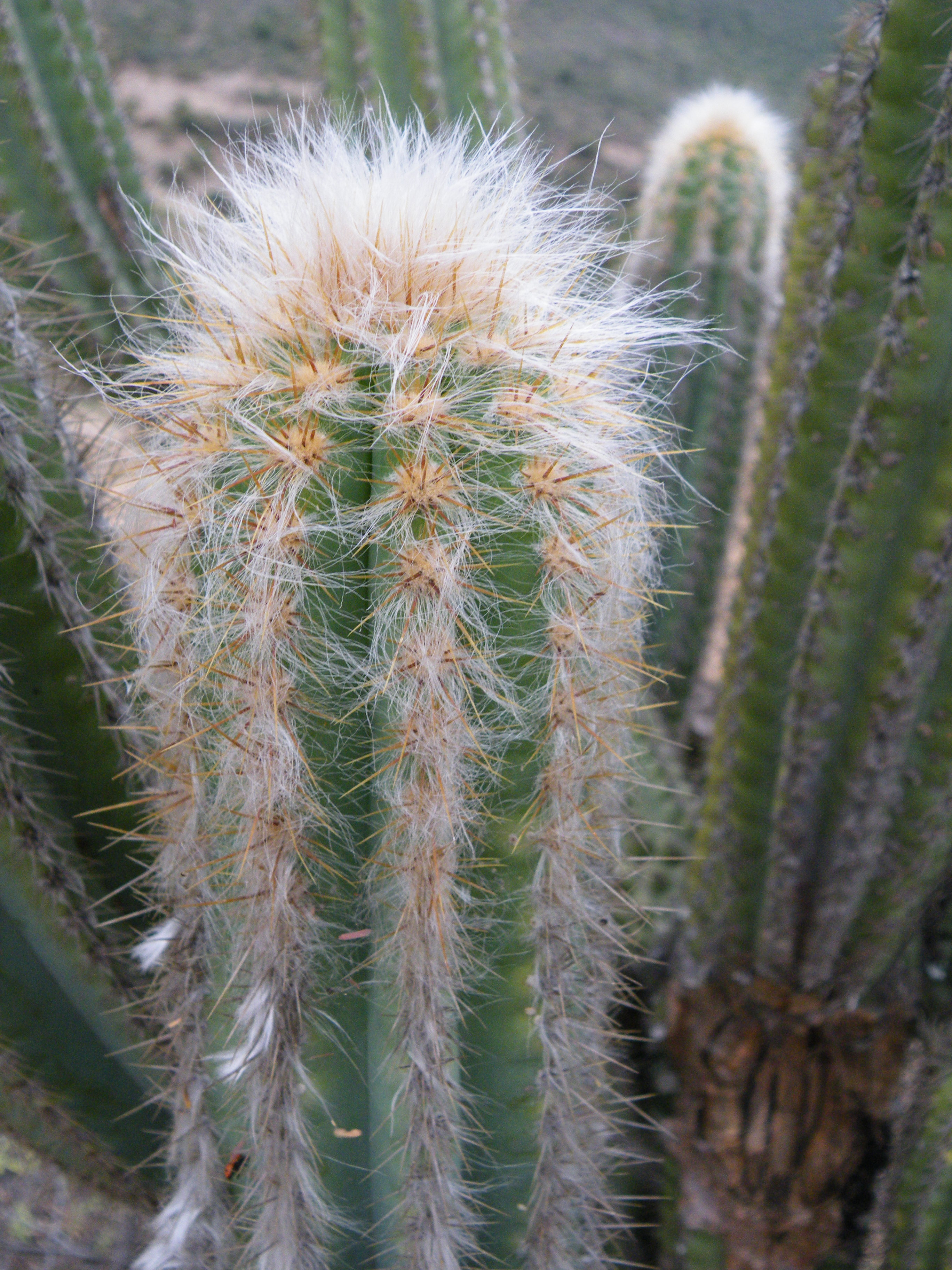
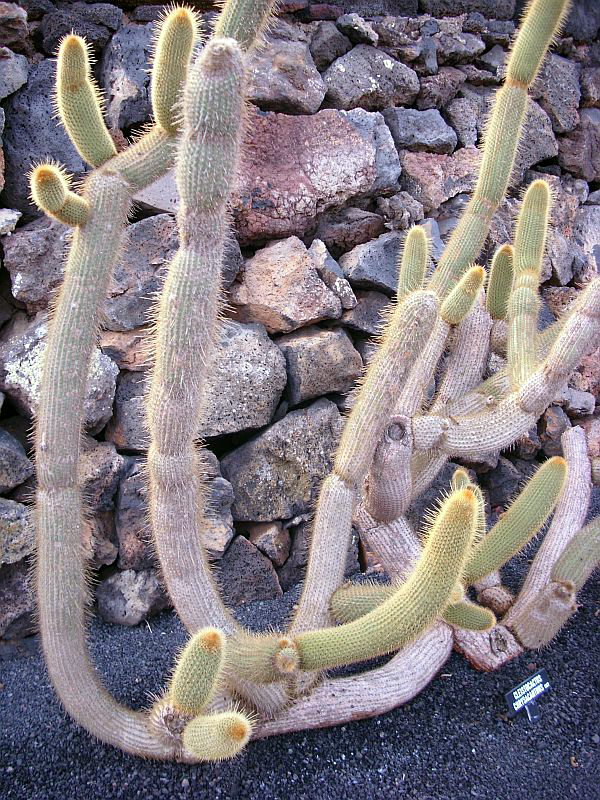